# Geszt
Geszt è un comune dell'Ungheria di 865 abitanti (dati 2001). È situato nella contea di Békés.